# Discografia dei Noel Gallagher's High Flying Birds
La discografia dei Noel Gallagher's High Flying Birds, gruppo musicale rock alternativo britannico, è costituita da tre album in studio, tre EP e oltre dieci singoli, pubblicati tra il 2011 e il 2018.
Ad esso vanno conteggiati un DVD e undici video musicali.

## Album in studio
| Anno | Titolo | Classifiche | Classifiche | Classifiche | Classifiche | Classifiche | Classifiche | Classifiche | Classifiche | Classifiche | Classifiche | Classifiche | Classifiche | Classifiche | Certificazioni    |
| Anno | Titolo | UK          | AUS         | BEL (FL)    | CAN         | FRA         | GER         | IRE         | ITA         | JPN         | NLD         | NZL         | SWI         | USA         | Certificazioni    |
| ---- | --- | ----------- | ----------- | ----------- | ----------- | ----------- | ----------- | ----------- | ----------- | ----------- | ----------- | ----------- | ----------- | ----------- | ----------------- |
| 2011 | Noel Gallagher's High Flying Birds - Pubblicazione: 17 ottobre 2011 - Etichetta: Sour Mash - Formati: CD, CD+DVD, LP, download digitale | 1           | 16          | 10          | 19          | 9           | 11          | 1           | 2           | 5           | 11          | 10          | 10          | 28          | - BPI: 2× Platino |
| 2015 | Chasing Yesterday - Pubblicazione: 2 marzo 2015 - Etichetta: Sour Mash - Formati: CD, LP, download digitale                             | 1           | 8           | 5           | 12          | 15          | 5           | 1           | 5           | 10          | 8           | 12          | 4           | 35          | - BPI: Platino    |
| 2017 | Who Built the Moon? - Pubblicazione: 24 novembre 2017 - Etichetta: Sour Mash - Formati: CD, LP, download digitale                       | 1           | 18          | 17          | 18          | 37          | 17          | 2           | 12          | 7           | 21          | —           | 9           | 48          | - BPI: Oro        |
| 2023 | Council Skies - Pubblicazione: 2 giugno 2023 - Etichetta: Sour Mash - Formati: CD, LP, download digitale                                | 2           | 72          | —           | —           | 28          | 8           | 2           | 18          | 10          | 24          | —           | 11          | —           |                   |

## Extended play
| Anno | Titolo | Classifiche | Classifiche |
| Anno | Titolo | UK          | UK Ind.     |
| ---- | --- | ----------- | ----------- |
| 2012 | Songs from the Great White North... - Pubblicazione: 21 aprile 2012 - Etichetta: Sour Mash - Formati: LP                                                   | —           | 28          |
| 2012 | iTunes Festival: London 2012 - Pubblicazione: 21 settembre 2012 - Etichetta: Sour Mash - Formati: download digitale                                        | 127         | —           |
| 2012 | Together Live! (con gli Snow Patrol e Jake Bugg) - Pubblicazione: 3 novembre 2012 - Etichetta: autoprodotto - Formati: download digitale                   | —           | —           |
| 2015 | Where the City Meets the Sky: Chasing Yesterday: The Remixes - Pubblicazione: 25 settembre 2015 - Etichetta: Sour Mash - Formati: LP+CD, download digitale | —           | —           |
| 2019 | Wait and Return - Pubblicazione: 1º marzo 2019 - Etichetta: Sour Mash - Formati: 45 giri, download digitale, streaming                                     | —           | —           |
| 2019 | Black Star Dancing - Pubblicazione: 14 giugno 2019 - Etichetta: Sour Mash - Formati: 45 giri, download digitale, streaming                                 | —           | —           |
| 2019 | This is the Place - Pubblicazione: 27 settembre 2019 - Etichetta: Sour Mash - Formati: 45 giri, download digitale, streaming                               | —           | —           |

## Singoli
| Anno | Titolo                           | Classifiche | Classifiche | Classifiche | Classifiche | Classifiche | Classifiche | Classifiche | Classifiche | Certificazioni | Album/EP di provenienza            |
| Anno | Titolo                           | UK          | UK Ind.     | BEL (FL)    | BEL (WA)    | IRE         | JPN         | SCO         | USA Rock    | Certificazioni | Album/EP di provenienza            |
| --- | -------------------------------- | ----------- | ----------- | ----------- | ----------- | ----------- | ----------- | ----------- | ----------- | -------------- | ---------------------------------- |
| 2011 | The Death of You and Me          | 15          | 2           | 65          | 74          | 35          | 76          | 10          | —           |                | Noel Gallagher's High Flying Birds |
| 2011 | AKA... What a Life!              | 20          | 3           | 70          | 83          | —           | 49          | 15          | —           | - BPI: Argento | Noel Gallagher's High Flying Birds |
| 2011 | If I Had a Gun...                | 95          | 11          | 81          | —           | —           | 2           | 98          | 46          |                | Noel Gallagher's High Flying Birds |
| 2012 | Dream On                         | 52          | 3           | 72          | —           | —           | 17          | 39          | —           |                | Noel Gallagher's High Flying Birds |
| 2012 | Everybody's on the Run           | 61          | 2           | 80          | —           | —           | 97          | 49          | —           |                | Noel Gallagher's High Flying Birds |
| 2014 | In the Heat of the Moment        | 26          | 2           | 62          | —           | 71          | 94          | 14          | —           | - BPI: Argento | Chasing Yesterday                  |
| 2015 | Ballad of the Mighty I           | 54          | 45          | 54          | 79          | 42          | 32          | 32          | —           |                | Chasing Yesterday                  |
| 2015 | Riverman                         | 70          | 4           | 83          | 86          | —           | —           | 38          | —           |                | Chasing Yesterday                  |
| 2015 | Lock All the Doors               | 111         | —           | —           | —           | —           | —           | —           | —           |                | Chasing Yesterday                  |
| 2015 | The Dying of the Light           | 187         | —           | —           | —           | —           | —           | —           | —           |                | Chasing Yesterday                  |
| 2017 | Holy Mountain                    | 31          | 4           | —           | —           | —           | 77          | 10          | —           |                | Who Built the Moon?                |
| 2017 | It's a Beatiful World            | 77          | 12          | —           | —           | —           | —           | 19          | —           |                | Who Built the Moon?                |
| 2018 | She Taught Me How to Fly         | 71          | 8           | —           | —           | —           | —           | 18          | —           |                | Who Built the Moon?                |
| 2018 | If Love Is the Law               | —           | —           | —           | —           | —           | —           | —           | —           |                | Who Built the Moon?                |
| 2019 | Black Star Dancing               | —           | —           | —           | —           | —           | —           | 25          | —           |                | Black Star Dancing                 |
| 2019 | This is the Place                | —           | —           | —           | —           | —           | —           | 36          | —           |                | This is the Place                  |
| 2019 | Wandering Star                   | —           | —           | —           | —           | —           | —           | 59          | —           |                | Blue Moon Rising                   |
| 2021 | We're On Our Way Now             | —           | —           | —           | —           | —           | —           | —           | —           |                | Back the Way We Came (2011-2021)   |
| 2021 | Flying on the Ground             | —           | —           | —           | —           | —           | —           | —           | —           |                | Back the Way We Came (2011-2021)   |
| 2022 | Pretty Boy                       | —           | —           | —           | —           | —           | —           | —           | —           |                | Council Skies                      |
| 2023 | Easy Now                         | —           | —           | —           | —           | —           | —           | —           | —           |                | Council Skies                      |
| 2023 | Dead to the World                | —           | —           | —           | —           | —           | —           | —           | —           |                | Council Skies                      |
| 2023 | Council Skies                    | —           | —           | —           | —           | —           | —           | —           | —           |                | Council Skies                      |
| 2023 | Open the Door, See What You Find | —           | —           | —           | —           | —           | —           | —           | —           |                | Council Skies                      |
| "—" denota album che non sono mai stati pubblicati, o pubblicati, ma senza essere riusciti a classificarsi. |                                  |             |             |             |             |             |             |             |             |                |                                    |

## Altri brani entrati in classifica
| Anno | Titolo                           | Classifiche | Note                                           |
| Anno | Titolo                           | UK          | Note                                           |
| ---- | -------------------------------- | ----------- | ---------------------------------------------- |
| 2011 | The Good Rebel                   | 192         | - Lato B del singolo The Death of You and Me   |
| 2011 | Let the Lord Shine a Light on Me | 107         | - Lato B del singolo AKA... What a Life!       |
| 2014 | Do the Damage                    | 113         | - Lato B del singolo In the Heat of the Moment |
| 2015 | Revolution Song                  | 147         | - Lato B del singolo Ballad of the Mighty I    |

## Videografia

### Album video
| Anno | Titolo |
| ---- | --- |
| 2012 | International Magic Live at The O2 - Pubblicazione: 15 ottobre 2012 - Etichetta: Sour Mash - Formati: DVD, BD, 2DVD+CD, BD+CD |

### Video musicali
| Anno | Titolo                       | Regia                       |
| ---- | ---------------------------- | --------------------------- |
| 2011 | The Death of You and Me      | Mike Bruce                  |
| 2011 | AKA... What a Life!          | Mike Bruce e Blake West     |
| 2011 | If I Had a Gun...            | Mike Bruce                  |
| 2012 | Dream On                     | Mike Bruce                  |
| 2012 | Everybody's on the Run       | Mike Bruce                  |
| 2014 | In the Heat of the Moment    | Ollie Murray                |
| 2014 | Do the Damage                | Mike Bruce                  |
| 2015 | Ballad of the Mighty I       | John Hardwick               |
| 2015 | Riverman                     | John Minton                 |
| 2015 | Lock All the Doors           |                             |
| 2017 | Holy Mountain                | Ollie Murray                |
| 2018 | It's a Beautiful World       | Mike Bruce                  |
| 2018 | She Taught Me How to Fly     | Ollie Murray                |
| 2018 | Be Careful What You Wish For | Mike Bruce                  |
| 2018 | If Love Is the Law           | Mike Bruce                  |
| 2019 | Black Star Dancing           | Dan Cadan e Jonathan Mowatt |
| 2019 | This Is The Place            | Dan Cadan e Jonathan Mowatt |
| 2019 | Wandering Star               | Dan Cadan e Jonathan Mowatt |
| 2020 | Blue Moon Rising             | Dan Cadan e Jonathan Mowatt |
| 2021 | We're on Our Way Now         | Dan Cadan e Jonathan Mowatt |
| 2021 | Flying on the Ground         | Dan Cadan e Jonathan Mowatt |
| 2023 | Easy Now                     | Colin Solal Cardo           |
| 2023 | Council Skies                | Dan Cadan e Jonathan Mowatt |